# Pedro Nolasco Mena Ramírez
Pedro Nolasco Mena Ramírez Rivilla (Santiago, 1791 - Santiago, 1861) fue un político chileno.

## Vida
Era hijo de don José Antonio Mena y de Gertrudis Ramírez de la Rivilla. Contrajo nupcias con Pastoriza de Alviz y tuvieron hijos. Importante comerciante y político chileno, adherente de la causa del bando pipiolo.
Participó de la firma del Reglamento Constitucional Provisorio de 1812. Miembro del Consejo de Estado, Ministro de Hacienda y Parlamentario fueron algunas de las acciones que tomó como miembro activo del pipiolismo. Paralelamente se dedicó al comercio agrícola, con la producción de varios predios que poseía en la zona del Maipo. 

## Actividades políticas
- Ministro de Hacienda designado por Ramón Freire (1823).
- Diputado representante de Santiago (1823-1824).
- Diputado representante de Itata (1828-1829).
- Diputado representante de Quillota y Limache (1829-1830).
- Diputado representante de Rancagua, Cachapoal y Maipo (1837-1840).
- Diputado representante de Santiago (1840-1843).
- Senador representante de la Provincia de Santiago (1849-1858).
- Presidente de la Sociedad Nacional de Agricultura (1839-1845).
- Presidente de la Junta de Beneficencia (1840-1842).